# Nakla (underdistrikt i Bangladesh)
Nakla är ett underdistrikt i Bangladesh.   Det ligger i provinsen Dhaka, i den centrala delen av landet, 140 km norr om huvudstaden Dhaka. Antalet invånare är 162 952. Arean är 175 kvadratkilometer.
Terrängen i Nakla är mycket platt.
Trakten runt Nakla består till största delen av jordbruksmark. Runt Nakla är det mycket tätbefolkat, med 1 221 invånare per kvadratkilometer.